# Variabilă luminoasă albastră

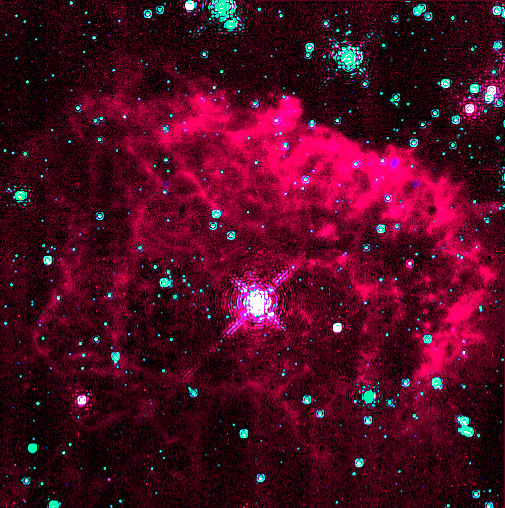
Steaua Pistol.

O (stea) variabilă luminoasă albastră  (în engleză, Luminous blue variable (star), abreviat: LBV), denumită și (stea) variabilă de tip S Doradus sau variabilă Hubble-Sandage, este o stea variabilă hipergigantă albastră și foarte luminoasă. Aceste stele prezintă schimbări lente de luminozitate punctate de explozii ocazionale și importante de materie (de ordinul a 10−5 mase solare pe an). Extrem de rare, ele au fost observate, pentru prima oară, în galaxia Andromeda, de către Edwin Hubble și Allan Sandage în 1953. De aceea ele au fost denumite mult timp „variabile Hubble-Sandage”, înainte de a primi denumirea actuală.
Aceste stele pot străluci de milioane de ori mai mult decât Soarele, cu mase mergând până la 150 de mase solare, și astfel apropiindu-se de limita teoretică superioară a maselor stelare. Dacă stelele ar fi mai masive, gravitatea ar fi insuficientă pentru a contrabalansa presiunea radiației și ele s-ar disloca. Ele își mențin cu dificultate echilibrul hidrostatic întrucât vântul lor stelar ejectează, în mod constant, materie, făcând să descrească masa stelei. De aceea, ele sunt de obicei înconjurate de nebuloase, create de aceste explozii; Eta Carinae constituie exemplul cel mai apropiat și mai bine studiat. Din cauza masei lor mari și din cauza marii lor luminozități, durata lor de viață este foarte scurtă: câteva milioane de ani.

## Listă
- În Calea Lactee:
  - Eta Carinae
  - Steaua Pistol
  - LBV 1806-20
  - P Cygni
  - AG Carinae
  - Wray 17-96
  - HR Carinae
  - HD 160529 (V905 Scorpii)
- În Galaxia Andromeda (M31)
  - AF Andromedae
  - AE Andromedae
  - M31 V15
  - VA-1
- În Marele Nor al lui Magellan
  - S Doradus
  - Sanduleak -69° 202; această stea nu mai există. A explodat în supernovă, a cărei strălucire a fost văzută în 1987: SN 1987A
  - HD 269858 (R127)
  - HD 269006 (R71)
- În Micul Nor al lui Magellan
  - HD 5980